# Калек (Лодзинське воєводство)
Калек (пол. Kałek) — село в Польщі, у гміні Сулеюв Пйотрковського повіту Лодзинського воєводства.
Населення — 320 осіб (2011).
У 1975—1998 роках село належало до Пйотрковського воєводства.

## Демографія
Демографічна структура станом на 31 березня 2011 року:
|          | Загалом | Допрацездатний вік | Працездатний вік | Постпрацездатний вік |
| -------- | ------- | ------------------ | ---------------- | -------------------- |
| Чоловіки | 170     | 40                 | 117              | 13                   |
| Жінки    | 150     | 37                 | 85               | 28                   |
| Разом    | 320     | 77                 | 202              | 41                   |